# Ođila
Az Ođila egy szerb zenekar.

## Története
A zenekar 1983-ban alakult. A kezdetektől fogva cigányzenét játszott, amely a moszkvai Romen színház és a Cigányok repülnek az égen című film zenei hagyományaiból merít. A délszláv háború miatt az együttes feloszlott. A zenekar két tagja külföldre távozott, hárman viszont Belgrádban maradtak, és megalapították a Romano 4 nevű zenekart. Az együttes 2007 óta ismét összeállt néhány koncert erejéig.

## Fellépések
Az Ođila fellépett a volt Jugoszláviában, Európában, a Távol-Keleten és Észak-Amerikában. Gyakran mint moszkvai cigány zenekar lépett fel. Ez az együttes volt az első, amely zenélt a Kolarecen, illetve az egyedüli ilyen zenét játszó zenekar, amely a  komolyzenéjéről híres maribori színházban is játszhatott.
Az együttes 1983 és 1990 között három lemezt adott ki, amelyekből kettő aranylemez lett. A harmadik lemez anyaga szerepel a Brad Pitt főszereplésével forgatott A Nap sötét oldalán című filmben is.

## Elismerések
Az együttes egyszer megnyerte az Orpheus-díjat, és egyik szerzeményük, a Solniškó megkapta az Európa legjobb cigány dala címet. 